# Associazione Italiana della Rosa
 (novembre 2023).
La mise en forme du texte ne suit pas les recommandations de Wikipédia : il faut le « wikifier ».
Les points d'amélioration suivants sont les cas les plus fréquents. Le détail des points à revoir est peut-être précisé sur la page de discussion.
- Les titres sont pré-formatés par le logiciel. Ils ne sont ni en capitales, ni en gras.
- Le texte ne doit pas être écrit en capitales (les noms de famille non plus), ni en gras, ni en italique, ni en « petit »…
- Le gras n'est utilisé que pour surligner le titre de l'article dans l'introduction, une seule fois.
- L'italique est rarement utilisé : mots en langue étrangère, titres d'œuvres, noms de bateaux, etc.
- Les citations ne sont pas en italique mais en corps de texte normal. Elles sont entourées par des guillemets français : « et ».
- Les listes à puces sont à éviter, des paragraphes rédigés étant largement préférés. Les tableaux sont à réserver à la présentation de données structurées (résultats, etc.).
- Les appels de note de bas de page (petits chiffres en exposant, introduits par l'outil «  Source ») sont à placer entre la fin de phrase et le point final[comme ça].
- Les liens internes (vers d'autres articles de Wikipédia) sont à choisir avec parcimonie. Créez des liens vers des articles approfondissant le sujet. Les termes génériques sans rapport avec le sujet sont à éviter, ainsi que les répétitions de liens vers un même terme.
- Les liens externes sont à placer uniquement dans une section « Liens externes », à la fin de l'article. Ces liens sont à choisir avec parcimonie suivant les règles définies. Si un lien sert de source à l'article, son insertion dans le texte est à faire par les notes de bas de page.
- La présentation des références doit suivre les conventions bibliographiques. Il est recommandé d'utiliser les modèles {{Ouvrage}}, {{Chapitre}}, {{Article}}, {{Lien web}} et/ou {{Bibliographie}}. Le mode d'édition visuel peut mettre en forme automatiquement les références.
- Insérer une infobox (cadre d'informations à droite) n'est pas obligatoire pour parachever la mise en page.

Pour une aide détaillée, merci de consulter Aide:Wikification.
Si vous pensez que ces points ont été résolus, vous pouvez retirer ce bandeau et améliorer la mise en forme d'un autre article.
 (novembre 2023).
Si vous disposez d'ouvrages ou d'articles de référence ou si vous connaissez des sites web de qualité traitant du thème abordé ici, merci de compléter l'article en donnant les références utiles à sa vérifiabilité et en les liant à la section « Notes et références ».
L'Associazione Italiana della Rosa (AIR), (en français Association italienne de la rose), est une association dont le but est d'étendre la diffusion des plantes du genre Rosa et leur culture, tant en Italie qu'à l'étranger.
L'AIR a été fondée par Niso Fumagalli et son épouse Ester Boschetti Fumagalli en 1963. L'objet de l'association, tel que cité par l'article 3 de son statut, est de : « ...diffuser la connaissance des roses et de leur culture et encourager, améliorer et étendre la culture des roses à travers des expériences, des expositions, des publications, des concours et d'autres activités destinées exclusivement à des fins de solidarité sociale. »
Niso Fumagalli en fut le président jusqu'en 1990, année de sa mort. Par la suite, la présidence fut confiée à son épouse Ester Boschetti Fumagalli qui avait collaboré avec lui à la création de l'association. Au fil des années, Mme Fumagalli a maintenu la présidence d'honneur et l'actuel président est son fils Silvano Fumagalli.
L'Associazione Italiana della Rosa est la seule association représentant l'Italie au sein de la Fédération mondiale des sociétés de roses. Cité dans de nombreux livres relatifs à la culture de la rose,, sa réputation n'a fait que croître au fil des années, non seulement en Italie mais aussi à l'étranger. Cette réputation est également liée à la qualité du concours organisé chaque année en mai au Roseraie Niso Fumagalli dans le jardin de la Villa royale de Monza. Dans le secteur, on considère que « les concours les plus célèbres consacrés à la rose en Italie sont ceux de Rome, Monza et Gênes. »
Le premier concours organisé par l'association a eu lieu en 1965. Outre les prix de «La Rose de l'année» dans les différentes catégories: Hybride de Thé, Floribunda et Arbuste, Grimpant, Couvre-sol, Miniature, il existe un prix spécial pour la rose parfumée.
La première marraine du concours fut Carla Fracci en 1969, en 1970 la princesse Grace y participa et en 1991 le prix Nobel Rita Levi-Montalcini.